# جکی کار
جکی کار (به انگلیسی: Jacky Carr) بازیکن فوتبال زادهٔ ۲۶ نوامبر ۱۸۹۲ اهل کشور انگلستان که سابقهٔ بازی در تیم ملی فوتبال انگلستان را در کارنامهٔ خود دارد. وی در تاریخ ۲۵ اکتبر ۱۹۱۹ نخستین بازی ملی خود را در مقابل تیم ملی فوتبال ایرلند انجام داد و با حضور در ۲ بازی ملی، در تاریخ ۵ مارس ۱۹۲۳ واپسین بازی ملی‌اش را در برابر تیم ملی فوتبال ولز برگزار کرد.